# William Satchell
William Arthur John Satchell (ur. 2 lutego 1908 w Grimsby, zm. w marcu 1986) – Group Captain Royal Air Force, as myśliwski II wojny światowej, dowódca dywizjonu 302.

## Życiorys
Ukończył Denstone College i zgłosił się do służy w Royal Air Force, otrzymał numer służbowy 29048. 29  marca 1930 r. został skierowany na szkolenie do 5 Flying Training School w Sealand, po ukończeniu którego otrzymał 8 marca 1931 r. przydział do 54. dywizjonu RAF. Rok później został skierowany na kurs w School of Naval Co-operation w Lee-on-the-Solent. 
5 czerwca 1937 r. otrzymał przydział do kolejnej jednostki, tym razem był to 204. dywizjon na lotnisku w Mount Batten. Brał udział w organizowaniu lotów łodzi latających na trasie z Wielka Brytania-Australia. Po wybuchu II wojny światowej 30 października 1939 r. powierzono mu stanowisko dowódcy 234. dywizjonu w Leconfield. W ramach Brytyjskich Sił Ekspedycyjnych został skierowany do Francji na stanowisko kontrolera lotnictwa myśliwskiego w Merville. Po upadku Francji został ewakuowany do Wielkiej Brytanii. Został przydzielony do 141. dywizjonu latającego na samolotach Boulton Paul Defiant. 24 czerwca, w czasie startu z bazy RAF Grangemouth, uszkodził Defianta o numerze seryjnym L6987.
13 lipca 1940 r. został mianowany brytyjskim dowódcą 302. dywizjonu, jego polskim odpowiednikiem był Mieczysław Mümler. Walcząc razem z polskimi pilotami odniósł największą liczbę zwycięstw powietrznych. 20 sierpnia zestrzelił Ju 88, 14 września zgłosił prawdopodobne zestrzelenie Bf 109, 15 września jego łupem padł Dornier Do 17. Tego samego dnia zgłosił jako prawdopodobnie zestrzelone Do 17 i Bf 109. 18 września jako pewne zestrzelenie zaliczono mu kolejnego Do 17.Podczas walki powietrznej 15 października jego Hurricane (nr ser. P3812) został uszkodzony i był zmuszony lądować przymusowo w rejonie Slough. Natychmiast powrócił do latania bojowego i 26 października zgłosił prawdopodobne zestrzelenie Bf 109.
Obowiązki dowódcy dywizjonu 302 zdał 30 grudnia 1940 r. i objął stanowisko kierownika lotów na HMS Ark Royal. 20 grudnia został mianowany komendantem lotniska Ta’ Qali. Operując z Malty odniósł kolejne zwycięstwa powietrzne. W styczniu 1942 r. zgłosił pewne zestrzelenie Ju 88 i Bf 109, 15 lutego zniszczył kolejnego Bf 109. 15  marca zgłosił uszkodzenie Ju 88. Na lotnisku zorganizował obronę przeciwlotniczą i korzystając z podwójnych karabinów maszynowych Vickers zestrzelił Bf 109, zgłosił prawdopodobne zestrzelenie Bf 109 i Ju 87 oraz uszkodzenie pięciu Bf 109, czterech Ju 88 i trzech Ju 87. 
1 maja 1942 został przeniesiony do dowództwa sił powietrznych na Malcie i nie brał już udziału w lotach bojowych. Został zdemobilizowany w 1946 r. ale po kilku latach powrócił do służby w RAF. 1 lipca 1956 r. odszedł na emeryturę w stopniu Group Captain.

## Ordery i odznaczenia
Za swą służbę otrzymał odznaczenia:
- Distinguished Service Order (1942),
- Order Odrodzenia Polski (1953).